# 黃捷 (政治人物)
黃捷（1993年1月19日—），中華民國政治人物，民主進步黨籍，屬湧言會系，生於高雄市鳳山區，現任高雄市第六選舉區立法委員，為第11屆中華民國立法院最年輕的國會議員，曾任高雄市議會議員、國立臺灣大學公共衛生學院研究助理、國家衛生研究院研究助理以及環境與政治線記者。

## 生平
黃捷18歲從高雄市立高雄女子高級中學畢業後升讀國立臺灣大學，22歲取得公共衛生學、社會學雙主修學位。大學畢業後考上國立臺灣大學公共衛生學院環境衛生研究所，就讀沒多久後，因想投入社會改革而休學。第一次休學時，選擇記者一職藉以觀察社會，最後選擇加入時代力量擔任立法院黨團助理。第二次休學時，選擇回鳳山區參選第三屆高雄市議員。
2018年，黃捷代表時代力量參選高雄市議員並當選，成為該黨在高雄地區之代表人物。2020年8月26日，宣布退出時代力量，同年10月16日，與賴品妤、林昶佐、洪申翰、張之豪、林穎孟、林亮君、黃郁芬、戴瑋姍、曾玟學、黃守達、高閔琳等各級泛綠陣營民意代表共組跨黨派次級政團「二〇四六 台灣」，2022年以全市第一高票連任成功。
2023年6月26日，黃捷申請加入民主進步黨，並於8月8日正式通過。同年10月，由於時任立法委員趙天麟被爆醜聞而退選，經民進黨討論後決定推派黃捷跨區參選立委，加入「這個世代連線」並當選，成為首位具有LGBT身分的立委。
黃捷於2024年當選時代週刊時代百大人物和英國廣播公司（BBC）全球百大傑出女性。

## 高雄市議員
2018年8月2日，黃捷宣布代表時代力量參選第三屆高雄市議會議員（鳳山區），當選。

### 任內活動

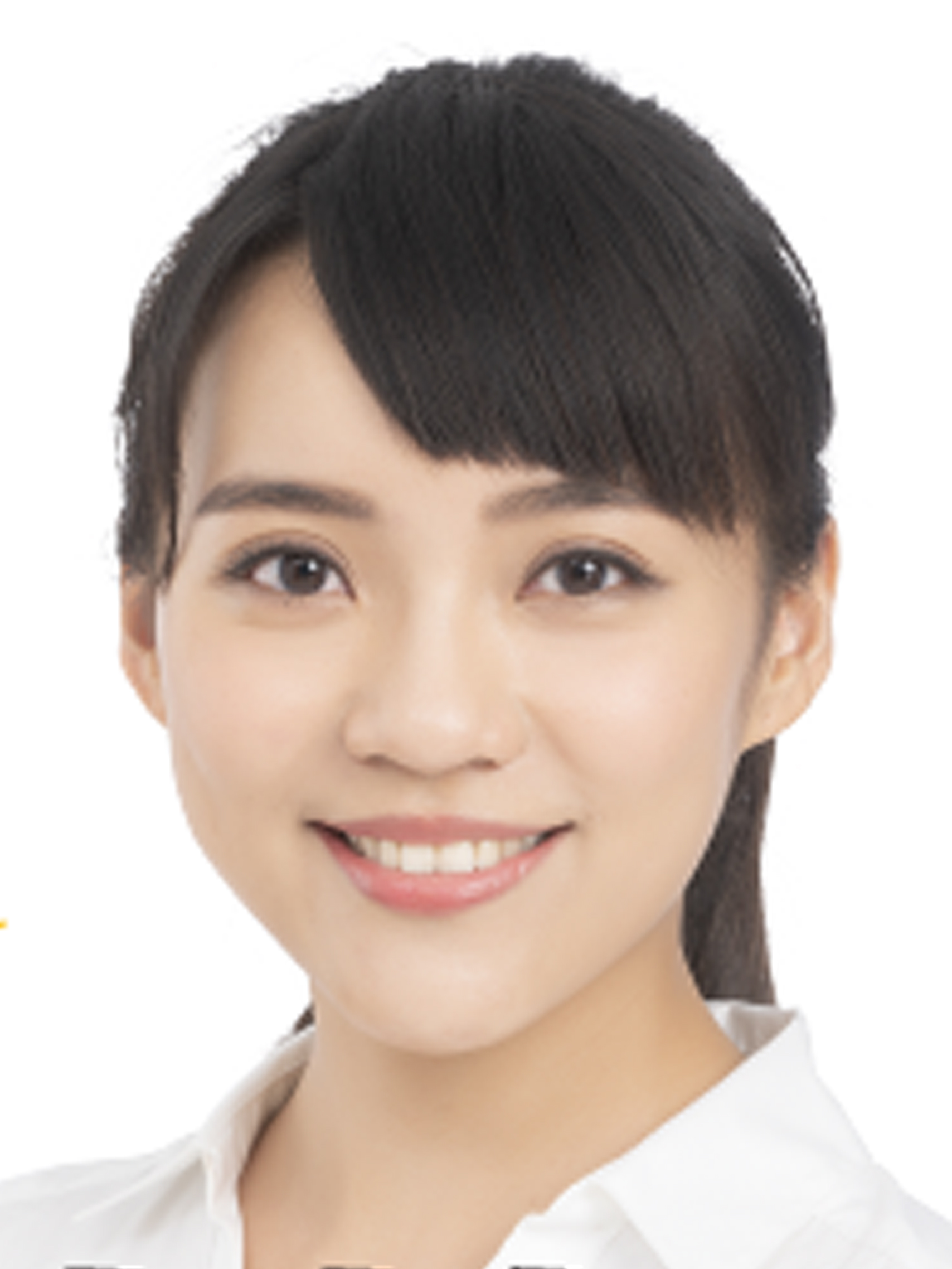
高雄市議員黃捷肖像

2019年8月11日，黃捷在臉書粉專上號召募集物資到香港，此舉被桃園市議員詹江村以違反《國家安全法》第2條之1為由，向警方報案。2020年經高雄地檢署認為黃捷反送中募集防毒面具、濾毒罐等裝備，提供於香港政府抗爭港警之暴力事件之香港民眾，目的為基於人道考量及人權維護，因此給予不起訴處分。

### 白眼女神
2019年5月3日於高雄市議會舉行的高雄市政府兩岸小組工作專案報告，時代力量高雄市議員黃捷提前準備的質詢內容有關自由經濟示範區的議題，她提出的問題是自經區實質內容是什麼，市長韓國瑜重複跳針回答「高雄要發財」、「高雄發大財」等，黃捷無法接受韓的回應並翻白眼表示不滿。事件過後，黃捷被封為新一代「鄉民女神」、「白眼女神」，有韓的支持者到黃捷Facebook專頁留言攻擊，責備黃捷質詢時翻白眼，對年長的韓「不講倫理」，許多黃捷支持者也在下面回覆力挺，認為高雄市議員的職責本來就是質詢高雄市政府。

### 罷免案
由於公民割草行動，韓國瑜支持者從2020年1月25日開始，發起罷免黃捷的連署。1月30日，罷免黃捷的連署號稱通過第1階段。但網路名人四叉貓稱自己已致電詢問中選會，沒有任何黃捷罷免案記錄，質疑是否沒人提交罷免連署。
時代力量高雄市議員黃捷在2月3日在其臉書專頁中指出有人寄包含五張九金（金紙的一種，北臺灣稱為刈金，主要是燒給過世三年以上的死者）的恐嚇信，內容包括對其支持罷韓的不滿。黃捷回應指會保留證據提吿，並評論這只會使罷韓行動更團結堅定，會繼續努力完成職責。
罷免團體在選舉公報上的罷免理由有黃捷在市議會表決萊豬零檢出時，等於未替民眾站出來維護食安，以及黃捷支持香港反送中運動違反港版國安法等。
此次罷免案，民主進步黨高雄市議會黨團議員力挺黃捷，並陪同在路口宣傳反罷免投票。時代力量黨主席陳椒華在接受採訪時被問到對罷捷案的看法，她首先肯定黃捷是優秀的高雄市議員，但罷免是民主程序的一部分，時力不會參與罷免。
2021年2月6日，罷免案投票結果：同意票數為5萬5261票，不同意票數為6萬5391票；因同意票數少於不同意票數，且未達原選舉區選舉人總數四分之一以上，罷免案不通過。
|          |            | 個數    | ％     | 選舉人數％ |
| -------- | ---------- | ------- | ------ | ---------- |
| 選舉人數 | 選舉人數   | 291,566 | 100.00 | 100.00     |
| 門檻票數 | 門檻票數   | 72,892  | 25.00  | 25.00      |
|          | 同意票數   | 55,261  | 45.80  | 18.95      |
|          | 不同意票數 | 65,391  | 54.20  | 22.43      |
| 有效票數 | 有效票數   | 120,652 | 99.62  | 41.38      |
| 無效票數 | 無效票數   | 458     | 0.38   | 0.16       |
| 總投票數 | 總投票數   | 121,110 | 100.00 | 41.54      |
| 結果     | 結果       | 不通過  | 不通過 | 不通過     |

### 連任
2022年，黃捷以無黨籍身份競選高雄市議員連任。選舉結果獲得2萬7744票，以高雄市第一高票成功連任。
當選後，加入高雄市議會民進黨黨團運作，並於2023年6月26日申請加入民進黨。民進黨執委會議審查後，經全體出席執委無異議通過其入黨申請。

## 立法委員
2023年10月，因高雄市第六選舉區立法委員趙天麟被控婚外情醜聞而自行退選，民進黨提名策略小組成員決定讓黃捷參選該區立委，並加入「這個世代連線」，但因跨選區而遭批評空降，後當選。
2024年1月16日，民進黨內派系湧言會16日舉行決策會議，確認黃捷加入。

## 選舉紀錄
| 年度 | 選舉屆數             | 選舉區           | 所屬政黨   | 得票數  | 得票率 | 當選標記   | 備註 |
| ---- | -------------------- | ---------------- | ---------- | ------- | ------ | ---------- | ---- |
| 2018 | 第三屆高雄市議員選舉 | 高雄市第九選舉區 | 時代力量   | 18,420  | 9.00%  |            |      |
| 2022 | 第四屆高雄市議員選舉 | 高雄市第九選舉區 | 無黨籍     | 27,744  | 17.03% | 全市最高票 |      |
| 2024 | 第十一屆立法委員選舉 | 高雄市第六選舉區 | 民主進步黨 | 113,670 | 51.01% |            |      |

## 家庭
2019年，中國國民黨桃園市議員詹江村稱黃捷一邊反共罵人「賺紅錢」，自己的母親卻在中國大陸經商賣茶，引發爭議。對於此爭議黃捷在她的臉書上回應聲明，表示她曾公開說過，父母與她的政治立場相左，父母也都很尊重她的選擇。一家人彼此都是獨立思考且各自經濟獨立，母親的工作與她的議員職位無關，她也不會因為家人的工作或政治立場影響她的信念。
2020年12月，中華婦女聯合會（婦聯會）理事長何建華被檢調查出為統戰單位吸收，證實黃捷母親也受其抹黑，黃捷表示此事令她不寒而慄，她擔心對台灣的民主造成傷害，籲提高警覺小心紅色滲透及利益糾葛。

## 外部連結
- 黃捷的Facebook專頁（繁體中文）
- 黃捷的Instagram帳戶（繁體中文）
- YouTube上的黃捷 捷伴同行頻道（繁體中文）
- 黃捷的Threads帳號 （页面存档备份，存于） （繁體中文）